# L'insegnamento di Amenemhat per il figlio Sesostri
L'insegnamento di Amenemhat per il figlio Sesostri o semplicemente Insegnamenti di Amenemhat è un poema risalente all'Antico Egitto scritto all'inizio del Medio Regno.
Il testo, strutturato nella forma di monologo venne probabilmente redatto sotto il regno di Sesostri I,  figlio di Amenemhat I.
Il testo descrive la cospirazione di palazzo che aveva portato all'assassinio di Amenemhat I ed incoraggia il figlio Sesostri, in quel momento lontano dalla capitale impegnato in una campagna militare (come riportato nel testo egizio de Le avventure di Sinuhe), a non dare troppa confidenza a nessuno.
Il testo è un'apologia degli atti di regno di Amenhehat I e termina con l'incoraggiamento al figlio a salire al trono per governare con saggezza al suo posto.

## Autore
Il testo potrebbe essere stato redatto su richiesta di Sesostri I allo scopo di realizzare un elogio al padre e legittimare le sue pretese al trono. In un testo di molto posteriore risalente al Nuovo Regno, all'interno del papiro Chester Beatty IV l'autore è identificato come Khety
La fonte originale del testo, il papiro Milligen è andata perduta e il testo è noto grazie alla copia fatta da Peyron nel 1843.
Tavolette lignee, come quella nella figura, con parti dell'Insegnamento, databili alla XVIII dinastia (Nuovo Regno) sono giunte fino a noi insieme a frammenti su papiro e su ostraka

## Contenuto

Ostrakon con un brano dellInsegnamento di Amenemhat. Pietra calcarea, tra il 1279 e il 1213 a.C. Nuovo Regno. Museo Egizio, Torino.

Il testo inizia attribuendo la sua redazione ad Amenemhat I.
La qualità "giustificato" era attribuita ai defunti ritenuti giusti dal tribunale degli dei e questo può essere una conferma del fatto che il testo sia stato redatto dopo la morte di Amenemhat (in accordo con quanto ritenuto da Alan Gardiner).
Nel testo Amenemhat racconta, come in un sogno, la sua morte a causa di una congiura di palazzo.
Il re avverte il figlio di non dare confidenza a nessuno ed anche di rifiutare il sostegno di coloro che lui ha aiutato e spiega di essere stato assassinato nel suo letto dalle sue guardie.
Il re descrive anche, in breve, la politica dell'Egitto, i suoi successi militari, alle sue realizzazioni architettoniche.
Il testo si conclude con la benedizione al figlio ed a consigli su come governare l'Egitto.

## Usi posteriori
Numerosi faraoni successivi hanno usato parti di questo testo nei loro scritti allo scopo di legittimare i loro atti. Piankhi, sovrano della XXV dinastia ha ripreso numerose sezioni del testo in modo preciso.